# 2024년 NC 다이노스 시즌
2024년 NC 다이노스 시즌은 NC 다이노스가 KBO 리그에 참가한 12번째 시즌이다. 강인권 감독이 팀을 이끈 2번째 시즌이었으나 시즌 막판에 경질되었고, 잔여 시즌 동안은 공필성 2군 감독이 감독 대행을 맡았다. 주장은 작년에 이어 손아섭이 맡았으나, 도중에 박민우로 교체되었다. 팀은 시즌 초반 선두권 경쟁을 했으나, 시즌 중반부터 가파르게 추락하여 10팀 중 정규시즌 9위에 그쳐 포스트시즌 진출에 실패했다. 시즌 후 열린 KBO-Fall League에서는 결승에서 롯데 자이언츠에게 패배하여 준우승을 차지했다.

## 타이틀
- 메이저 리그 베이스볼 서울 시리즈 국가대표: 신민혁, 김형준, 김주원
- 프리미어 12 국가대표: 김형준, 김주원, 김휘집
- K-BASEBALL SERIES 국가대표: 김시훈, 김형준, 김휘집, 김주원
- WBSC U-23 야구 월드컵 국가대표: 손주환, 임형원
- KBO 골든글러브: 하트 (투수)
- KBO 수비상: 하트 (투수)
- 최동원상: 하트
- 조아제약 프로야구대상 조이아르기닌맥스상: 권희동
- 스탯티즈 골든글러브: 하트 (투수), 데이비슨 (1루수)
- 웰컴톱랭킹 투수 MVP: 하트
- 웰컴톱랭킹 7월 투수 1위: 하트
- 한국갤럽 선정 좋아하는 한국인 야구선수: 손아섭 (8위)
- 올스타전 추천선수: 김재열, 김영규, 김형준
- 야구대표자 선정 루키 베스트 라인업: 김형준 (포수)
- 컴투스프로야구 레전드 카드: 양의지
- 컴투스프로야구 NC 다이노스 베스트 라인업: 김영규 (중계투수), 박건우 (중견수), 권희동 (우익수)
- 마구마구 레전드 프랜차이즈: 구창모, 임창민
- 홈런: 데이비슨 (46)
- 사구: 김주원 (25)
- 투수 WAR: 하트 (6.93)
- 탈삼진: 하트 (182)
- 순출루율: 김주원 (0.119)
- 순장타율: 데이비슨 (0.327)
- 타석 당 피투구수: 권희동 (4.54)
- 이닝 당 출루허용률: 하트 (1.03)
- 피안타율: 하트 (0.215)
- 도루 저지: 김형준 (31)
- 사이영 포인트: 하트 (62.7)

### 퓨처스리그
- 리얼글러브 퓨처스리그: 김범준, 노재원, 박인우
- 퓨처스 올스타전 우수타자상: 김세훈
- 퓨처스 올스타: 목지훈, 손주환, 김세훈, 고승완
- 볼넷: 김범준 (51)
- 남부리그 세이브: 전루건 (12)

### KBO Fall league
- 출장(타자): 김범준, 김세훈, 김한별, 박시원, 박한결, 천재환, 한재환 (8)
- 타석: 천재환 (38)
- 타수: 한재환 (34)
- 득점: 천재환 (10)
- 안타: 김세훈, 천재환 (10)
- 홈런: 김세훈 (2)
- 타점: 김세훈 (10)
- 사구: 김범준, 박시원, 천재환 (2)
- 평균자책점: 신영우 (0.00)
- 출장(투수): 김민규 (6)
- 세이브: 전사민 (2)

## 선수단
- 선발투수: 하트, 신민혁, 카스타노, 이재학, 요키시, 이용준, 임상현, 신영우, 목지훈
- 구원투수: 김재열, 김시훈, 김영규, 한재승, 임정호, 최우석, 송명기, 박주현, 김진호, 류진욱, 최성영, 채원후, 배재환, 김민규, 서의태, 김태현, 전루건, 이준호
- 마무리투수: 손주환, 소이현, 전사민, 이용찬
- 포수: 박세혁, 김형준, 안중열, 신용석
- 1루수: 데이비슨, 오영수, 도태훈, 한재환, 김수윤
- 2루수: 박민우
- 유격수: 김주원, 김한별, 김세훈
- 3루수: 김휘집, 서호철
- 좌익수: 권희동, 박영빈, 김범준, 박한결
- 중견수: 최정원, 박시원, 김성욱
- 우익수: 박건우, 천재환, 송승환, 한석현
- 지명타자: 손아섭

## 여담
- 이용찬은 3월 23일 두산 베어스와의 개막전에서 등판하자마자 견제구로 주자를 잡아내고 마운드를 내려와 KBO 리그 사상 최초의 0구 승리투수가 되었다.
- 데이비슨은 3월 23일 두산 베어스와의 개막전에서 KBO 리그 데뷔 첫 안타를 끝내기 안타로 쳐 팀 사상 첫 개막전 끝내기 승리에 공헌했다.
- 5월 3일 SSG 랜더스와의 경기 6회초에 팀은 볼넷 8개를 골라내 KBO 리그 역대 한 이닝 최다 볼넷을 기록했다.
- 손아섭은 6월 20일에 2505번째 안타를 쳐 KBO 리그 역대 최다안타 기록을 경신했다.
- 권희동은 타석 당 4.54개의 공을 상대해 2013년 이후 규정 타석 충족 타자 중 KBO 리그 역대 단일 시즌 최다 기록을 세웠다.
- 김휘집은 루킹 삼진을 56번 당해 2013년 이후 단일 시즌 최다 기록을 세웠다.
- 김주원은 포심 타율 0.208로 2013년 이후 규정 타석 충족 타자 중 단일 시즌 최저 기록을 세웠다.
- 이준호는 이 시즌을 끝으로 은퇴하여 KBO 포스트시즌 사상 2번째로 9이닝 당 탈삼진 27.00을 기록한 투수가 되었다.